# Domenico Severin
Domenico Severin (...) è un organista italiano.

## La carriera e le opere
Severin ha ottenuto il diploma di Organo e Composizione organistica al Conservatorio B. Marcello di Venezia e il diploma di Analisi Musicale al C.N.R. francese di Boulogne-Billancourt, diventando in seguito organista titolare della Cattedrale St. Etienne della città francese di Meaux.
La sua attività concertistica lo porta ad esibirsi in numerosi festival organistici sia in Europa, sia negli Stati Uniti d'America, oltre che, ad esempio, alla Cina, ad Hong Kong e in Sudafrica. Il suo repertorio comprende alcuni tra gli autori contemporanei più significativi e si estende fino alle prime opere scritte per lo strumento, attingendo spesso alla scuola italiana organistica degli inizi del Novecento, come Oreste Ravanello, Marco Enrico Bossi, Manari, Filippo Capocci e Lorenzo Perosi.
È inoltre l'autore di un saggio sulla storia della registrazione organistica in Europa, edito dalla Euganea Edizioni Musicali di Padova.

## Discografia
- "Musica Viva - Today's Italian Organ Music". Registrato all'organo Thomas della collegiale di Mons (Belgio).
- "Bach, III Parte del Clavier Übung". Organo Thomas del Tempio di Wissembourg, Francia.
- "Il grande Organo Ruffatti della cattedrale di Uppsala"
- "Inventio", La tradizione barocca in Germania. Organo Aubertin di Vertus, Francia.
- Massimo Nosetti, opere organistiche. Organo Bonato di Villasanta
- Le sei Sonate per organo di F. Mendelssohn, all'organo Aubertin/Gaillard di Thann
- Florilège Baroque, Sonate per violino e organo. Organo storico di Mesnil-Amelot
- Symphonies d'Orgues, trascrizioni per organo a quattro mani, con Joanna Kaja. Organo Bertrand Cattiaux di Courbevoie
- Sonate in trio per organo di J. S. Bach, le sei sonate in trio all'organo Zanin del Collegio don Mazza, Padova
- BAROCCO, musica barocca per tromba e Organo, con la partecipazione di Frédéric Mellardi
- Cavaillé-Coll, deux orgues historiques, i due Cavaillé-Coll di Charenton-le-Pont (94) - 2 CD
- ROMANTICA, musica romantica per Violino e Organo
- César Franck Complete Organ Works - 2 CD
- Concerto Italiano, Organo storico di Rozay-en-Brie (France-77)
- A quattro mani (Hélène & Domenico Severin), organo costruito da Saverio Girotto per la chiesa di S. Bartolomeo in Treviso (Mozart, Bach, Vivaldi)
- Il Grande Organo della Basilica dell'Immacolata a Genova (Bossi, Respighi, Capocci)
- Domenico Severin à l'orgue Mascioni op. 300 de Chirignago, Venezia
- Musique d'Orgue Italienne (Bossi-Manari)
- Organ Music (Oreste Ravanello)